# St. Mauritius in Söll

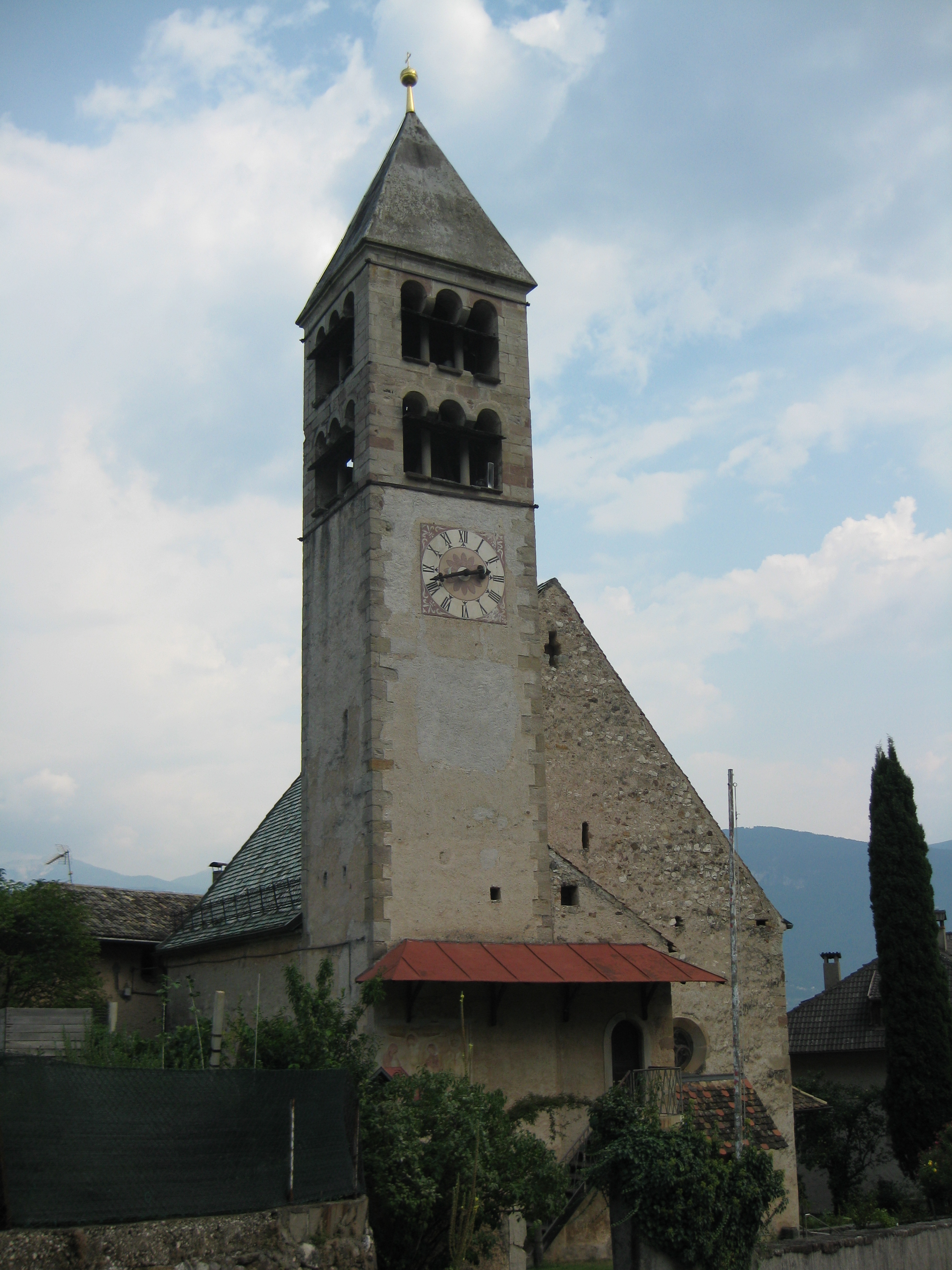
St. Mauritius in Söll

Die Kirche von Söll, die dem hl. Mauritius geweiht ist, liegt in der Ortschaft Söll im Norden der Gemeinde Tramin im Südtiroler Unterland. Funde aus der Umgebung belegen, dass bereits in römischer Zeit hier gesiedelt wurde. 
Kirche und Turm reichen in die Romanik zurück, wurden aber in späterer Zeit wiederholt umgebaut. 1912 wurden die Freskomalereien im Stil der Gotik freigelegt. Sie bestehen aus mehreren Teilen und sind unterschiedlich gut erhalten. Die Malereien an der Nordwand dürften aus dem 14. Jahrhundert stammen, sind aber so verblasst, dass kaum noch etwas zu sehen ist. Die Gemälde im Chor sind in der Zeit um 1400 entstanden, aber auch nicht besonders gut erhalten. 
Sehr gut erhalten sind die beiden im Stil der internationalen Gotik gehaltenen Bilder an der Westwand, die vermutlich von einem einheimischen Maler zu Beginn des 15. Jahrhunderts geschaffen wurden. Die sakrale Malerei zeigt Szenen aus dem Leben Jesu. Dargestellt sind die Szene im Ölgarten und der Kuss des Judas. Jesus heilt den Malchus, dem Petrus mit dem Schwert ein Ohr abgeschlagen hat. Die beiden Bilder weisen eine Fülle von Figuren und einen hohen Detailreichtum auf und sind nicht nur von religiösem und kunstgeschichtlichem Wert, sondern bilden auch eine gute Quelle für die Sachkultur des Spätmittelalters.
Einige Werke in der Kirche sind angeblich Arbeiten des Künstlers Franz Tavella: ein gotischer Altar und eine thronende Muttergottes mit Jesukind am Seitenaltar. 